# Mister Olympia 1990
El Mister Olympia 1990 fue la vigésima sexta competición de culturismo organizada por la Federación Internacional de Fisicoculturismo. El concurso se realizó en la ciudad de Chicago, Estados Unidos.
El ganador del certamen fue el culturista estadounidense Lee Haney, coronándose por séptima vez.

## Clasificación final
| Posiciones | Culturista     |
| ---------- | -------------- |
| 1          | Lee Haney      |
| 2          | Lee Labrada    |
| 3          | Shawn Ray      |
| 4          | Mike Christian |
| 5          | Rich Gaspari   |